# 슈퍼키드
슈퍼키드(영어: SuperKidd)는 대한민국의 5인조 록 밴드이다. 보컬은 허첵, 징고, 베이스는 헤비포터가 맡고 있다.
슈퍼키드는 2004년 MBC 대학가요제에서 금상을 수상했던 경북대-아주대 연합의 허첵과 니스(현재 파자마징고)의 2인조, '허니첵스'로부터 시작하였다. 이후 홍대 클럽공연 중 멤버가 계속 합류해 6인조로 정비한 뒤에, 2005년 8월 '슈퍼 키드'로 팀 이름을 개명하고 2006년 3월에 그들의 첫 정규 음반, Super Kidd를 내놓았다. 2007년 4월 초 기타리스트 박과장의 탈퇴로 6인조에서 5인조로 다시 재정비를 한 후에 2007년 MBC 쇼바이벌이란 프로그램에서 신나고 재치있는 음악으로 대중에게 다가섰고, 2008년 5월에는 정규 2집 Action Lover를 발표하였다.
이후 3집을 내기 전 이미 발매했던 곡들의 재해석, 그리고 신곡까지 12곡을 담은 2009년 6월 스페셜 음반인 Music Show를 발매했으며, 2010년 6월에는 기타리스트 좌니킴이 탈퇴하였고, 3달 뒤에 정규 3집 멋지다 슈퍼키드를 발매했다. 2011년 4월말 징고가 군 입대 했으며, 이에 앞서서 3월 11일 솔로 음반을 발매했고, 같은 해 11월에는 정식으로 세버가 슈퍼키드의 기타리스트로 합류했다. 이듬해인 2012년 1월 26일, 싱글 Feel Good을 발매했으며, 정희주가 타이틀 곡 '기분 좋아'의 피처링을 담당했다.
슈퍼키드는 2008년 가을에 'Just Kidding'이라는 IPTV 보급형 영화를 찍었고, OST 음반을 내기도 했다.
2014년 3월 드럼 슈카카와 기타 세버가 탈퇴했다.

## 구성원
| 이름        | 소개 |
| ----------- | --- |
| 허첵        | - 본명: 전덕호 - 뜻: 2004년 대학가요제 때부터 사용. - 생일: 1979년 3월 19일(46세) - 학력: 아주대학교 건축학 학사 - 기타: 대학가요제 당시의 '허니첵스'로 파자마징고와 함께 2인조로 시작. - 포지션: 보컬 |
| 징고        | - 본명: 전진욱 - 뜻: 2004년 대학가요제에서는 '니스'라는 이름을 사용, 징고라는 이름은 본명의 '진'이 한자로 '나아갈 진(晉)'이므로 여기에 'go'(가다)를 붙여서 만들어진 것. - 생일: 1984년 11월 7일(40세) - 학력: 경북대학교 경영학 - 기타: 대학가요제 당시의 '허니첵스'로 허첵과 함께 2인조로 시작. 2011년 3월 11일 솔로 음반 Secret Party 발매, 같은 해 4월말 군 입대. - 포지션: 보컬 |
| 헤비포터    | - 본명: 강조성 - 뜻: 'heavy'(무거운)이라는 뜻으로 지어진 것. - 생일: 1983년 8월 6일(41세) - 학력: 동아방송예술대학 - 기타: 밴드 준비 중에 좌니킴의 추천으로 들어오게 됨. - 포지션: 베이스 |
| 이전 구성원 | |
| 박과장      | - 본명: 박정현 - 기타: 2007년 4월 초에 탈퇴 - 포지션: 기타, 코러스 |
| 좌니킴      | - 본명: 김주현 - 뜻: 본명 '주현'을 빨리 말해서 '좌니'가 된 것. - 생일: 1979년 10월 26일(45세) - 학력: 아주대학교 그 후 동아방송예술대학으로 진학 - 기타: 허첵과는 대학교 동창으로 밴드 준비 중에 기타를 잘 친다는 이유로 들어오게 됨. 2010년 6월 음악적 발전을 위해서 팀을 탈퇴. - 포지션: 기타                                                                                     |
| 슈카카      | - 본명: 정동명 - 생일: 1981년 2월 19일(44세) - 기타: 밴드 준비 중에 대구에서 드럼을 잘 친다는 이유로 들어오게 됨., 2014년 3월에 팀 탈퇴 - 포지션: 드럼 |
| 세버        | - 본명: 안정준 - 생일: 1984년 11월 21일 - 뜻: '세버'는 '세션 멤버'의 준말로 이제는 세련된 멤버 또는 새로운 멤버로까지 불림. - 기타: 전 같은 레이블 팀이였던 밴드 쿨에이지 소속, 2014년 3월에 팀 탈퇴 - 포지션: 기타 |

## 음반 및 참여곡
| 순서 | 음반            | 정보                                                  |
| ---- | --------------- | ----------------------------------------------------- |
| 1    | Super Kidd      | - 발매일: 2006년 3월 28일 - 타이틀 곡: "Let Me Dance" |
| 2    | Action Lover    | - 발매일: 2008년 5월 16일 - 타이틀 곡: "Love Dance"   |
| 3    | 멋지다 슈퍼키드 | - 발매일: 2010년 9월 10일 - 타이틀 곡: 〈술 한잔해〉  |

| 유형        | 음반                          | 정보                                                                |
| ----------- | ----------------------------- | ------------------------------------------------------------------- |
| 싱글        | Korea Happy Goove! How Are U? | - 발매일: 2007년 7월 24일 - 타이틀 곡: 〈잘살고 볼일입니다〉        |
| 싱글        | Thank You                     | - 발매일: 2009년 4월 16일 - 타이틀 곡: 〈어쩌면 좋을까〉            |
| 싱글        | 내 맘대로                     | - 발매일: 2009년 12월 22일 - 타이틀 곡: 〈내 맘대로〉               |
| 싱글        | 러브 유니버스                 | - 발매일: 2010년 11월 30일 - 타이틀 곡: "Love Universe"             |
| 싱글        | Feel Good                     | - 발매일: 2012년 1월 26일 - 타이틀 곡: 〈기분 좋아 (Feat. 정희주)〉 |
| 스페셜 음반 | Music Show                    | - 발매일: 2009년 6월 4일 - 타이틀 곡: "Music Show"                  |

| \| 가수 \| 음반 \| 정보 \| \| ---- \| ------------ \| -------------------------------------------------- \| \| 징고 \| Secret Party \| - 발매일: 2011년 3월 11일 - 타이틀 곡: 〈그 사람〉 \| | - 2006년 5월 13일 Soccer Rock - 이제 한국 축구를 노래하자 - 〈반칙〉 - 2008년 2월 22일 거꾸로 하우스 O.S.T - 〈거꾸로 하우스 (Ska Ver.)〉 외 4곡 - 2008년 4월 21일 이승환 몽롱 - 〈슈퍼히어로 (Feat. 슈퍼키드 허첵 & 징고)〉 - 2009년 8월 26일 유감스러운 도시 O.S.T - 〈방랑자 (Feat. 슈퍼키드)〉 - 2010년 3월 8일 2010 수원 그랑블루 - 〈컴온블루윙즈〉, 〈수원이 나가신다〉 - 2010년 8월 20일 Into the K League - 〈내사랑 K League〉 - 2011년 4월 5일 숨∞ (Greenplugged Omnibus Album) - 〈북극곰〉 - 2011년 9월 8일 Tribute90 Part 4 (To Heaven) - "To Heaven" - 2012년 4월 25일 더킹2Hearts O.S.T - <내 맘대로 살꺼야> |                                                    |
| 가수 | 음반 | 정보                                               |
| 징고 | Secret Party | - 발매일: 2011년 3월 11일 - 타이틀 곡: 〈그 사람〉 |

### TV 방송
- 2019년 MBC 미스터리 음악쇼 복면가왕 - 이번엔 또 누구랑 왔니? 사랑의 자물쇠 <참가자>